# Suzy Batkovic
Suzy Batkovic (17 de dezembro de 1980) é uma basquetebolista profissional australiana, medalhista olímpica.

## Carreira
Suzy Batkovic integrou a Seleção Australiana de Basquetebol Feminino, em Londres 2012, conquistando a medalha de bronze.